# 爱尔兰共和国大学列表
下面是愛爾蘭共和國各大學的列表：
- 都柏林大學（University of Dublin）
  - 都柏林三一學院（Trinity College Dublin）
- 愛爾蘭國立大學（National University of Ireland） 
  - 科克大學學院－愛爾蘭國立大學科克（University College Cork - National University of Ireland, Cork）
  - 都柏林大學學院－愛爾蘭國立大學都柏林（University College Dublin - National University of Ireland, Dublin）
  - 愛爾蘭國立大學梅努斯（National University of Ireland, Maynooth）
  - 高威大學（University of Galway）
- 利默里克大學（University of Limerick）
- 都柏林城市大學（Dublin City University）
- 愛爾蘭皇家外科醫學院 (Royal College of Surgeons in Ireland)
- 都柏林理工大学（Technological University Dublin）
- 芒斯特理工大学（Munster Technological University）
- 香农理工大学：中部中西部（Technological University of the Shannon: Midlands Midwest）
- 大西洋理工大学（Atlantic Technological University）
- 东南理工大学（South East Technological University）

## 参看
- 爱尔兰大学列表
- 爱尔兰教育

## 外部連結
- 爱尔兰七大公立大学简介 （页面存档备份，存于） 新华网.